# Saya Ahmad

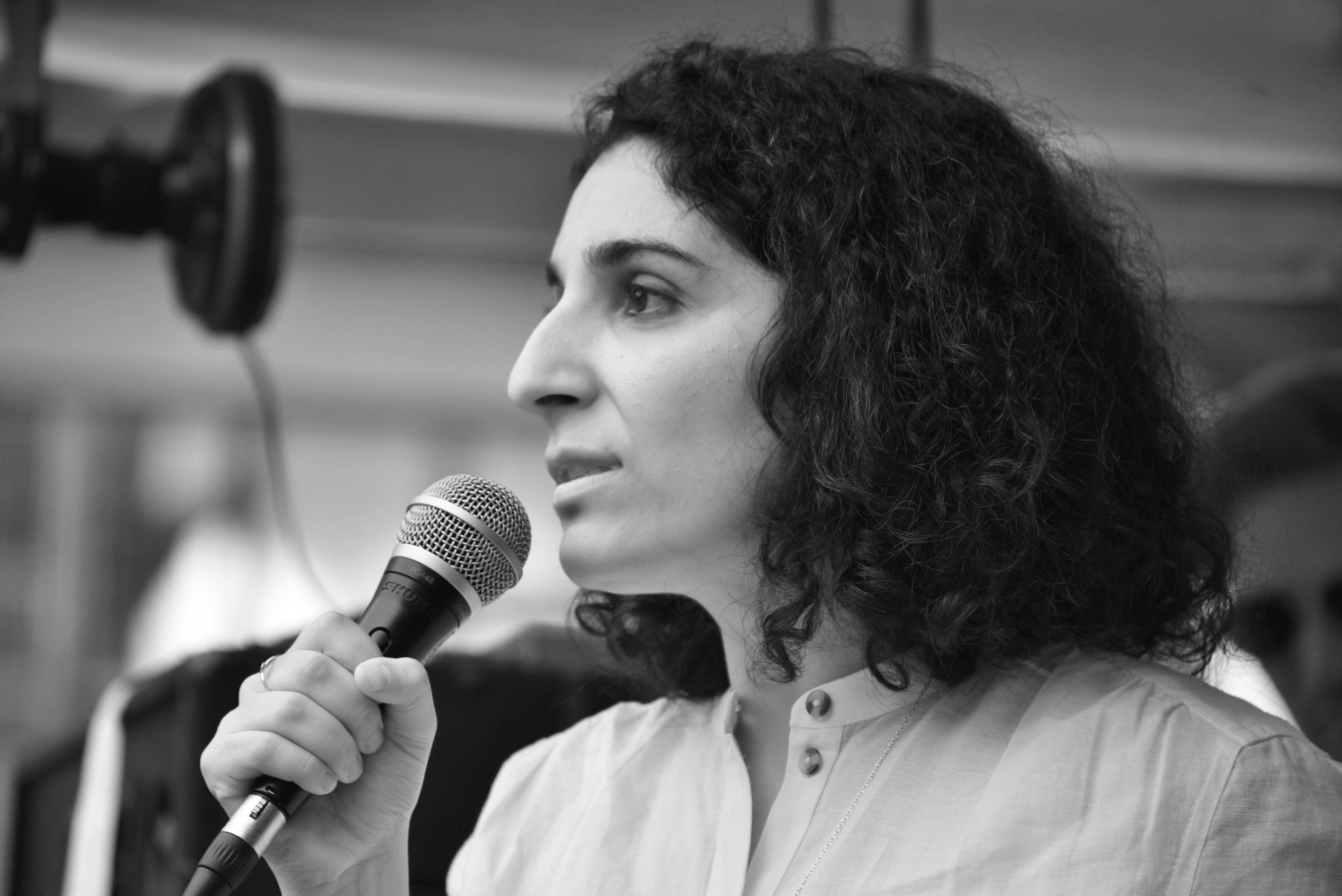
Saya Ahmad (2019)

Saya Ahmad (* 31. März 1984 in Kirkuk im Irak) ist eine österreichische Kommunalpolitikerin für die SPÖ in Wien. Die aus dem Irak stammende Kurdin war von 2013 bis 2018 Bezirksrätin und SPÖ-Vizeklubchefin des 9. Wiener Gemeindebezirkes Alsergrund sowie seit 2017 Vorsitzende der SPÖ-Frauen Alsergrund. Nach einer Kampfabstimmung am 12. März 2018 ist sie seit 27. Juni 2018 Bezirksvorsteherin.

## Leben
Ahmad flüchtete 1991 mit ihrer Familie nach Österreich und wuchs in Kärnten auf. Ab 2004 absolvierte sie ein Studium für Internationale Entwicklung und Arabistik an der Universität Wien. Sie engagierte sich beim Verein Liga für emanzipatorische Entwicklungszusammenarbeit (LeEZA), so wie ihre jüngere Schwester Soma Ahmad. Sie war Mediensprecherin der SPÖ-Stadträtin Sandra Frauenberger.
Am 27. Juni 2018 wurde sie als Nachfolgerin von Martina Malyar als Bezirksvorsteherin von Wien-Alsergrund angelobt, nachdem sie sich zuvor in einer Nachfolgewahl der SPÖ Alsergrund gegen den bisherigen Bezirksvorsteherin-Stellvertreter Thomas Liebich durchsetzen konnte.
Im Februar 2024 sah sich Ahmad mit Kritik an ihrer Amtsführung konfrontiert: Sechs der acht damals am Alsergrund vertretenen Fraktionen warfen Ahmad "mangelnde Kooperationsbereitschaft" in der Zusammenarbeit vor. Ahmad erwiderte, von den Vorwürfen "überrascht" zu sein.
Saya Ahmad war mit dem Wiener SPÖ-Gemeinderat Marcus Gremel verheiratet und hat eine Tochter.